# Takehide Nakatani
Takehide Nakatani, född 9 juli 1941 i Hiroshima, är en japansk före detta judoutövare.
Nakatani blev olympisk guldmedaljör i lättvikt i judo vid sommarspelen 1964 i Tokyo.